# 北村哲治
北村 哲治（きたむら てつじ）は、元プロ野球選手。ポジションは投手。

## 来歴・人物
倉敷市立児島第一高校では硬式野球部でプレー。
高校卒業後、1968年に岐阜県にある関ヶ原石材に1年間勤務し、翌1969年に岐阜市にある繊維会社の松久に入った。準硬式野球経験者で、上手投げの本格派の左腕。30勝1敗の成績を残した。
中日ドラゴンズが目をつけ、テストに合格し1970年にドラフト外で入団。しかし、6年間の在籍中に一軍公式戦の出場は出来なかった。引退して妻の実家である岐阜で茶道を継いだ。

## 詳細情報

### 年度別投手成績
- 一軍公式戦出場無し

### 背番号
- 48 （1971年 - 1976年）